# Bear Creek Village
Bear Creek Village é um distrito localizado no estado norte-americano de Pensilvânia, no Condado de Luzerne.

## Demografia
Segundo o censo norte-americano de 2000, a sua população era de 284 habitantes. 
Em 2006, foi estimada uma população de 273, um decréscimo de 11 (-3.9%).

## Geografia
De acordo com o United States Census Bureau tem uma área de 
5,1 km², dos quais 4,8 km² cobertos por terra e 0,3 km² cobertos por água.

## Localidades na vizinhança
O diagrama seguinte representa as localidades num raio de 16 km ao redor de Bear Creek Village. 